# Rigobert Ngouolali
 (juin 2024).
Si vous disposez d'ouvrages ou d'articles de référence ou si vous connaissez des sites web de qualité traitant du thème abordé ici, merci de compléter l'article en donnant les références utiles à sa vérifiabilité et en les liant à la section « Notes et références ».
Rigobert Ngouolali est un homme politique congolais né en 1940. Il est le Président du parti politique congolais A.R.C (Action pour la renaissance du Congo - Mwana Congo Telema). L'A.R.C a été créé le 17 octobre 2007 et est membre de l'Alliance pour une nouvelle République (A.N.R.) depuis le 20 novembre 2008.

## Biographie
Né en 1940 d'une famille noble de la région des plateaux, il a effectué des études en France et commencé sa carrière professionnelle entre 1967 et 69, comme ingénieur en travaux forestiers, eaux et forêts. Au début des années 1970, il travaille au Gabon dans une organisation panafricaine internationale. Il est revenu au Congo sous l'ère Marien Ngouabi (1969-1977). Plus tard, le vent de la démocratisation du pays (1991)  le ramène pendant la conférence nationale souveraine dans le milieu politique aux côtés de Charles Nganao.
Dans les années 1990, il a été ministre des Eaux et Forêts sous le régime du président Pascal Lissouba. Il est aussi ancien député de Talangaï (Brazzaville) et ancien premier vice-président de l’U.f.d (Union des forces démocratiques).
Il a été candidat à l'élection présidentielle de la République du Congo du 12 juillet 2009, remportée par le président sortant, Denis Sassou-Nguesso, au pouvoir depuis 1997.